# Sächsischer Landespokal 2025/26
Der Sächsische Landespokal 2025/26 ist die 36. Austragung des Sächsischen Landespokals (Sponsorenname: Wernesgrüner Sachsenpokal) der Männer im Amateurfußball. Der Landespokalsieger qualifizierte sich für den DFB-Pokal 2026/27.
Titelverteidiger ist die 1. FC Lokomotive Leipzig.

## Teilnehmende Mannschaften
Für den Sächsischen Landespokal 2025/26 qualifizierten sich alle sächsischen Mannschaften der 3. Liga 2025/26, der Regionalliga Nordost 2025/26, der Oberliga Nordost 2025/26, der Sachsenliga 2025/26, der Sachsenklasse Sachsen 2025/26 und die dreizehn Kreis- bzw. Stadtpokalsieger der Saison 2024/25. Falls ein Kreis- bzw. Stadtpokalsieger in die Sachsenklasse aufgestiegen war und dadurch die Qualifikation auch über die Ligazugehörigkeit erreicht hatte, rückte der unterlegene Finalist nach. War auch dieser in die Sachsenklasse aufgestiegen, rückte der drittplatzierte Verein nach, wobei der jeweilige Kreis- bzw. Stadtverband festlegte, wie dieser ermittelt wurde. Zweite Mannschaften sind von der Teilnahme ausgeschlossen; gewann eine Zweitvertretung einen Kreis- bzw. Stadtpokal, ging das Startrecht auf die erste Mannschaft des betreffenden Vereins über. War diese bereits über ihre Ligazugehörigkeit für den Landespokal oder den DFB-Pokal qualifiziert, rückte der unterlegene Finalist nach.
Die folgende Übersicht listet alle Vereine auf, die sportlich für den Landespokal qualifiziert waren:
| 3. Liga 2025/26 (III) | Regionalliga Nordost 2025/26 (IV) | Oberliga Nordost 2025/26 (V) | Sachsenliga 2025/26 (VI) | Sachsenliga 2025/26 (VI) |
| --- | --- | --- | --- | --- |
| FC Erzgebirge Aue | 1. FC Lokomotive Leipzig FSV Zwickau Chemnitzer FC BSG Chemie Leipzig FC Eilenburg | VFC Plauen VfB Auerbach SC Freital Bischofswerdaer FV 08 FSV Budissa Bautzen FC Grimma VfB Empor Glauchau | SG Handwerk Rabenstein FV Dresden 06 Laubegast BSG Stahl Riesa SC Borea Dresden SG Taucha 99 FC Oberlausitz Neugersdorf SSV Markranstädt Dresdner SC 1898 | SV Tapfer 06 Leipzig VfB Fortuna Chemnitz Reichenbacher FC VfL Pirna-Copitz 07 SV Tanne Thalheim SV Lipsia 93 Eutritzsch SC Freital II (nicht teilnahmeberechtigt) SG Dynamo Dresden II (nicht teilnahmeberechtigt) |
| Sachsenklasse Sachsen 2025/26 (VII) | Sachsenklasse Sachsen 2025/26 (VII) | Sachsenklasse Sachsen 2025/26 (VII) | Kreispokalsieger 2024/25 | Kreispokalsieger 2024/25 |
| - Staffel Nord: VfB Zwenkau 02 SV Liebertwolkwitz Kickers 94 Markkleeberg SV Panitzsch/Borsdorf HFC Colditz SV Naunhof 1920 Meißner SV 08 Radefelder SV 90 BSG Chemie Leipzig II (nicht teilnahmeberechtigt) SV Leipzig-Lindenau 1848 SG Motor Wilsdruff FV Gröditz 1911 SV Fortschritt Lunzenau SC Hartenfels Torgau 04 Bornaer SV 91 Leipziger SC 1901 | - Staffel West: FSV Motor Marienberg ESV Lokomotive Zwickau FC Stollberg VfB Annaberg 09 SV Eiche Reichenbrand SSV Fortschritt Lichtenstein Oberlungwitzer SV SV Merkur 06 Oelsnitz BSC Freiberg SV Blau-Gelb Mülsen SC Syrau 1919 BSV 53 Irfersgrün VfB Schöneck 1912 Meeraner SV VfB Fortuna Chemnitz II (nicht teilnahmeberechtigt) Oelsnitzer FC | - Staffel Ost: FSV 1990 Neusalza-Spremberg FV Eintracht Niesky FSV Oderwitz 02 Hoyerswerdaer FC SG Dresden Striesen Post SV Dresden SG Weixdorf Bischofswerdaer FV 08 II (nicht teilnahmeberechtigt) SV Chemie Dohna SV Wesenitztal Radeberger SV Radebeuler BC 08 FV Blau-Weiß Zschachwitz SV Aufbau Deutschbaselitz SV Bannewitz NFV Gelb-Weiß Görlitz 09 | - Chemnitz: TSV IFA Chemnitz (VIII) 1 - Dresden: SpVgg Dresden-Löbtau 1893 (VIII) 2 - Erzgebirge: ESV Zschorlau (VIII) - Leipzig: FC Blau-Weiß Leipzig (VIII) 3 - Meißen: SV Hirschstein (IX) 4 - Mittelsachsen: SV Lichtenberg (VIII) - Muldental/Leipziger Land: FC Bad Lausick 1990 (VIII) 5 - Nordsachsen: LSG Löbnitz (VIII) 6 - Oberlausitz: LSV Friedersdorf (VIII) - Sächsische Schweiz/Osterzgebirge: SV Glashütte (VIII) - Vogtland: FC Fortuna 91 Plauen (VIII) 7 - Westlausitz: SV Post Germania Bautzen (VIII) 8 - Zwickau: SV Lok Glauchau-Niederlungwitz (VIII) | - Chemnitz: TSV IFA Chemnitz (VIII) 1 - Dresden: SpVgg Dresden-Löbtau 1893 (VIII) 2 - Erzgebirge: ESV Zschorlau (VIII) - Leipzig: FC Blau-Weiß Leipzig (VIII) 3 - Meißen: SV Hirschstein (IX) 4 - Mittelsachsen: SV Lichtenberg (VIII) - Muldental/Leipziger Land: FC Bad Lausick 1990 (VIII) 5 - Nordsachsen: LSG Löbnitz (VIII) 6 - Oberlausitz: LSV Friedersdorf (VIII) - Sächsische Schweiz/Osterzgebirge: SV Glashütte (VIII) - Vogtland: FC Fortuna 91 Plauen (VIII) 7 - Westlausitz: SV Post Germania Bautzen (VIII) 8 - Zwickau: SV Lok Glauchau-Niederlungwitz (VIII) |

## Modus
Der Sächsische Landespokal wird im K.-o.-Modus ausgetragen; im Falle eines Unentschiedens nach 90 Minuten folgen Verlängerung und Elfmeterschießen. Die Paarungen werden vor jeder Runde ausgelost. Heimrecht hatte stets die klassentiefere Mannschaft, sonst entschied die Reihenfolge der Ziehung bei der Auslosung (die Mannschaft mit Heimrecht kann allerdings zugunsten der anderen Mannschaft auf das Heimrecht verzichten). In der 1. Hauptrunde können die über die Kreispokale qualifizierten Mannschaften nicht gegeneinander spielen. Das Heimrecht im Finale wird für den Fall einer Paarung aus zwei gleichklassigen Mannschaften separat ausgelost.
Die qualifizierten Mannschaften steigen je nach Ligazugehörigkeit gestaffelt in den Wettbewerb ein: In der 1. Hauptrunde spielen zunächst nur die über die Oberliga, die Sachsenliga, die Sachsenklasse und die Kreispokale qualifizierten Mannschaften, wobei hier 37 Freilose vergeben wurden. Die Regionalligisten und Drittligisten sind für die 2. Hauptrunde gesetzt.

## 1. Hauptrunde
Am 4. Juli 2025 wurde die 1. und 2. Hauptrunde im Wernesgrüner Sachsenpokal ausgelost. Ausgetragen wird die 1. Hauptrunde am Wochenende 16./17. August 2025.

| Datum      |                                       | Ergebnis                         |                                   |
| ---------- | ------------------------------------- | -------------------------------- | --------------------------------- |
| 16.08.2025 | SpVgg Dresden-Löbtau 1893 (VIII)      | 3:3 n. V. (2:2, 0:0) (4:5 i. E.) | FSV Oderwitz 02 (VII)             |
| 16.08.2025 | SV Post Germania Bautzen (VIII)       | 2:3 n. V. (2:2, 0:2)             | Dresdner SC 1898 (VI)             |
| 16.08.2025 | SV Glashütte (VIII)                   | 3:5 (2:2)                        | FSV 1990 Neusalza-Spremberg (VII) |
| 16.08.2025 | FC Bad Lausick 1990 (VIII)            | 4:1 (2:0)                        | Bornaer SV 91 (VII)               |
| 16.08.2025 | FC Fortuna 91 Plauen (VIII)           | 1:3 (0:2)                        | VfB Annaberg 09 (VII)             |
| 16.08.2025 | SV Panitzsch/Borsdorf 1920 (VII)      | 3:2 (2:2)                        | SSV Markranstädt (VI)             |
| 16.08.2025 | SV Liebertwolkwitz (VII)              | 1:3 (0:1)                        | FC Grimma (V)                     |
| 16.08.2025 | SC Hartenfels Torgau 04 (VII)         | 1:5 (0:3)                        | Meißner SV 08 (VII)               |
| 16.08.2025 | Hoyerswerdaer FC (VII)                | 3:3 n. V. (2:2, 0:0) (4:3 i. E.) | SV Wesenitztal (VII)              |
| 16.08.2025 | SV Chemie Dohna (VII)                 | 0:4 (0:2)                        | FC Oberlausitz Neugersdorf (VI)   |
| 17.08.2025 | SV Hirschstein (IX)                   | 0:9 (0:3)                        | SV Tapfer 06 Leipzig (VI)         |
| 17.08.2025 | SV Lichtenberg (VIII)                 | 00:10 (0:7)                      | VfB Auerbach (V)                  |
| 17.08.2025 | TSV IFA Chemnitz (VIII)               | 1:1 n. V. (1:1, 0:0) (7:8 i. E.) | SV Blau-Gelb Mülsen (VII)         |
| 17.08.2025 | LSG Löbnitz (VIII)                    | 2:4 (0:3)                        | HFC Colditz (VII)                 |
| 17.08.2025 | FC Blau-Weiß Leipzig (VIII)           | 3:1 (1:0)                        | SV Naunhof 1920 (VII)             |
| 17.08.2025 | SV Lok Glauchau-Niederlungwitz (VIII) | 00:10 (0:4)                      | VFC Plauen (V)                    |
| 17.08.2025 | LSV Friedersdorf (VIII)               | 0:2 (0:0)                        | Bischofswerdaer FV 08 (V)         |
| 17.08.2025 | ESV Zschorlau (VIII)                  | 0:3 (0:1)                        | Oelsnitzer FC (VII)               |
| 17.08.2025 | VfB Fortuna Chemnitz (VI)             | 3:1 n. V. (1:1, 0:1)             | SV Tanne Thalheim (VI)            |
| 17.08.2025 | VfB Schöneck 1912 (VII)               | 5:1 (3:1)                        | FSV Motor Marienberg (VII)        |
| 17.08.2025 | SG Weixdorf (VII)                     | 1:4 (1:1)                        | FSV Budissa Bautzen (V)           |

Freilose:
- SC Freital (V)
- VfB Empor Glauchau (V)
- BSG Stahl Riesa (VI)
- FV Dresden 06 Laubegast (VI)
- Reichenbacher FC (VI)
- SC Borea Dresden (VI)
- SG Handwerk Rabenstein (VI)
- SG Taucha (VI)
- SV Lipsia 93 Eutritzsch (VI)
- VfL Pirna-Copitz 07 (VI)
- BSC Freiberg (VII)
- BSV 53 Irfersgrün (VII)
- ESV Lokomotive Zwickau (VII)
- FC Stollberg (VII)
- FV Blau-Weiß Zschachwitz (VII)
- FV Eintracht Niesky (VII)
- FV Gröditz 1911 (VII)
- Kickers 94 Markkleeberg (VII)
- Leipziger SC 1901 (VII)
- Meeraner SV (VII)
- NFV Gelb-Weiß Görlitz 09 (VII)
- Oberlungwitzer SV (VII)
- Post SV Dresden (VII)
- Radeberger SV (VII)
- Radebeuler BC 08 (VII)
- Radefelder SV 90 (VII)
- SC Syrau 1919 (VII)
- SG Dresden Striesen (VII)
- SG Motor Wilsdruff (VII)
- SSV Fortschritt Lichtenstein (VII)
- SV Aufbau Deutschbaselitz (VII)
- SV Bannewitz (VII)
- SV Eiche Reichenbrand (VII)
- SV Fortschritt Lunzenau (VII)
- SV Lindenau 1848 (VII)
- SV Merkur 06 Oelsnitz/V. (VII)
- VfB Zwenkau 02 (VII)

## 2. Hauptrunde
Ausgetragen wird die 2. Runde am Wochenende des 6./7. September 2025.

| Datum          |                                   | Ergebnis |                                    |
| -------------- | --------------------------------- | -------- | ---------------------------------- |
| 06./07.09.2025 | SG Taucha (VI)                    |          | FC Erzgebirge Aue (III)            |
| 06./07.09.2025 | FC Bad Lausick 1990 (VIII)        |          | FSV Oderwitz 02 (VII)              |
| 06./07.09.2025 | SV Fortschritt Lunzenau (VII)     |          | SV Lipsia 93 Eutritzsch (VI)       |
| 06./07.09.2025 | Leipziger SC 1901 (VII)           |          | FV Dresden 06 Laubegast (VI)       |
| 06./07.09.2025 | SV Lindenau 1848 (VII)            |          | 1. FC Lokomotive Leipzig (IV)      |
| 06./07.09.2025 | SG Motor Wilsdruff (VII)          |          | Dresdner SC 1898 (VI)              |
| 06./07.09.2025 | FC Blau-Weiß Leipzig (VIII)       |          | Chemnitzer FC (IV)                 |
| 06./07.09.2025 | VfB Zwenkau 02 (VII)              |          | FSV Zwickau (IV)                   |
| 06./07.09.2025 | Post SV Dresden (VII)             |          | VfB Fortuna Chemnitz (VI)          |
| 06./07.09.2025 | SC Borea Dresden (VI)             |          | FC Eilenburg (IV)                  |
| 06./07.09.2025 | HFC Colditz (VII)                 |          | VfB Auerbach (V)                   |
| 06./07.09.2025 | Radeberger SV (VII)               |          | BSG Chemie Leipzig (IV)            |
| 06./07.09.2025 | Meeraner SV (VII)                 |          | SV Eiche Reichenbrand (VII)        |
| 06./07.09.2025 | FV Eintracht Niesky (VII)         |          | FV Gröditz 1911 (VII)              |
| 06./07.09.2025 | SV Merkur 06 Oelsnitz/V. (VII)    |          | Radebeuler BC 08 (VII)             |
| 06./07.09.2025 | BSG Stahl Riesa (VI)              |          | SC Freital (V)                     |
| 06./07.09.2025 | Meißner SV 08 (VII)               |          | FV Blau-Weiß Zschachwitz (VII)     |
| 06./07.09.2025 | BSV 53 Irfersgrün (VII)           |          | SSV Fortschritt Lichtenstein (VII) |
| 06./07.09.2025 | VfB Annaberg 09 (VII)             |          | Radefelder SV 90 (VII)             |
| 06./07.09.2025 | FSV 1990 Neusalza-Spremberg (VII) |          | ESV Lokomotive Zwickau (VII)       |
| 06./07.09.2025 | Hoyerswerdaer FC (VII)            |          | SG Handwerk Rabenstein (VI)        |
| 06./07.09.2025 | NFV Gelb-Weiß Görlitz 09 (VII)    |          | FC Grimma (V)                      |
| 06./07.09.2025 | FC Stollberg (VII)                |          | FC Oberlausitz Neugersdorf (VI)    |
| 06./07.09.2025 | SV Aufbau Deutschbaselitz (VII)   |          | Bischofswerdaer FV 08 (V)          |
| 06./07.09.2025 | SG Dresden Striesen (VII)         |          | VfL Pirna-Copitz 07 (VI)           |
| 06./07.09.2025 | VfB Schöneck 1912 (VII)           |          | VfB Empor Glauchau (V)             |
| 06./07.09.2025 | BSC Freiberg (VII)                |          | FSV Budissa Bautzen (V)            |
| 06./07.09.2025 | Kickers 94 Markkleeberg (VII)     |          | SC Syrau 1919 (VII)                |
| 06./07.09.2025 | SV Panitzsch/Borsdorf 1920 (VII)  |          | SV Bannewitz (VII)                 |
| 06./07.09.2025 | Oelsnitzer FC (VII)               |          | Oberlungwitzer SV (VII)            |
| 06./07.09.2025 | SV Tapfer 06 Leipzig (VI)         |          | Reichenbacher FC (VI)              |
| 06./07.09.2025 | SV Blau-Gelb Mülsen (VII)         |          | VFC Plauen (V)                     |